# 奧伊圖茲鄉
46°12′N 26°37′E / 46.200°N 26.617°E
奧伊圖茲鄉（羅馬尼亞語：Comuna Oituz, Bacău），是羅馬尼亞的鄉份，位於該國東北部，由巴克烏縣負責管轄，面積203平方公里，海拔高度279米，2011年人口11,223，人口密度每平方公里55人。